# Mikolsk (przystanek kolejowy)
Mikolsk (biał. Мікольск, ros. Никольск) – przystanek kolejowy w pobliżu miejscowości Mikolsk, w rejonie drybińskim, w obwodzie mohylewskim, na Białorusi. Położony jest na linii Orsza - Krzyczew - Uniecza.